# Traseismul politic în România
Traseismul politic în România (în engleză party switching) este un fenomen des întâlnit. Traseismul politic este definit conform criteriilor Coaliției pentru un Parlament Curat drept schimbarea de către un politician a mai mult de două partide.

## Empiria
Mircea Dușa, care este liderul deputaților PSD, a declarat ironic că gestul lui Frunzăverde de a trece de la PDL la PNL poate fi descris astfel - „când corabia se scufundă, oamenii pleacă”.
- Sorin Frunzăverde: pe 28 martie 2012 a trecut de la PDL la PNL[3]
- Cristian Popescu Piedone s-a reîntors la USL de la UNPR[4]
- Petru Carcalete[5]
- Nicolae Jolța - de la PNL la PDL[6]
- Gabriel Berca[7] a fost ales senator pe lista PNL în alegerile din 2008[8], dar din 2010 a trecut la PDL[8][9].
- Tudor Barbu,[10] [11] Ionuț Tănase și Răzvan Rotaru[12]
- Mihai Chirica în martie 2020 a trecut de la PSD la PNL.